# Radu Liviu Bara
Radu Liviu Bara (n. 26 septembrie 1947) este un fost deputat român în legislaturile 1992-1996 1996-2000, 2000-2004, ales în județul Sălaj pe listele partidului PDSR. În legislatura 1996-2000, Radu Liviu Bara a fost membru în grupurile parlamentare de prietenie cu India și Republica Slovacă iar în legislatura 2000-2004 a fost membru în grupurile parlamentare de prietenie cu Republica Populară Chineză și Republica Venezuela. Radu Liviu Bara a demisionat din Parlament pe data de 1 decembrie 2004.  

## Legături externe
- Radu Liviu Bara Arhivat în 22 iunie 2024, la Wayback Machine. la cdep.ro